# Petrocodon
Petrocodon, biljni rod iz porodice gesnerijevki sa 51 vrstom uglavnom u Kini  i nešto u Indokini (Tajland, Vijetnam i Laos)

## Etimologija
Ime roda dolazi od grčkog πετρος, petros = stijena, kamen i κωδων, kōdon = zvono, "zvonce sa stijena".

## Opis
Petrocodon je raznolik i ranije mali rod u koji su uklopljene i neke vrste iz drugih rodova kao Calcareoboea, Paralagarosolen, Dolicholoma,  Tengia, Didymocarpus i Lagarosolen.. To su višegodišnje zeljaste biljke sa čvrstim okomitim podankom. Plod (kapsula) je tanko cilindričan, s 2 zaliska, lokulicidno dehiscentna. Broj kromosoma: nepoznat 

## Stanište
Raste na stijenama u dolinama, 200-1000m.

## Vrste
1. Petrocodon ainsliifolius W.H.Chen & Y.M.Shui
2. Petrocodon albinervius D.X.Nong & Y.S.Huang
3. Petrocodon anoectochilus F. Wen & B. Pan
4. Petrocodon asterocalyx F.Wen, Y.G.Wei & R.L.Zhang
5. Petrocodon asterostriatus F.Wen, Y.G. Wei & W.C.Chou
6. Petrocodon bonii (Pellegr.) Mich. Möller & A.Weber
7. Petrocodon chishuiensis Z. B. Xin, F. Wen & S. B. Zhou
8. Petrocodon chongqingensis F. Wen, B. Pan & L. Y. Su
9. Petrocodon confertiflorus Hui Qin Li & Y. Q. Wang
10. Petrocodon coriaceifolius (Y.G.Wei) Y.G.Wei & A.Weber
11. Petrocodon dealbatus Hance
12. Petrocodon fangianus (Y.G.Wei) J. M.Li & Yin Z.Wang
13. Petrocodon ferrugineus Y. G. Wei
14. Petrocodon flavus D. J. Middleton & Sangvir.
15. Petrocodon guangxiensis (Yan Liu & W. B. Xu) W. B. Xu & K. F. Chung
16. Petrocodon hancei (Hemsl.) Mich. Möller & A. Weber
17. Petrocodon hechiensis (Y.G.Wei, Yan Liu & F.Wen) Y.G.Wei & Mich. Möller
18. Petrocodon hispidus (W. T. Wang) A. Weber & Mich. Möller
19. Petrocodon hunanensis X. L. Yu & Ming Li
20. Petrocodon integrifolius (D. Fang & L. Zeng) A. Weber & Mich. Möller
21. Petrocodon ionophyllus F. Wen, S. Li & B. Pan
22. Petrocodon jasminiflorus (D. Fang & W. T. Wang) A. Weber & Mich. Möller
23. Petrocodon jiangxiensis F. Wen, L. F. Fu & L. Y. Su
24. Petrocodon jingxiensis (Yan Liu, H. S. Gao & W. B. Xu) A. Weber & Mich. Möller
25. Petrocodon lancifolius F. Wen & Y. G. Wei
26. Petrocodon laxicymosus W. B. Xu & Yan Liu
27. Petrocodon leveilleanus (Fedde) X. X. Bai & F. Wen
28. Petrocodon liboensis Sheng H. Tang & Jia W. Yang
29. Petrocodon longgangensis W. H. Wu & W. B. Xu
30. Petrocodon longitubus Cong R. Li & Yang Luo
31. Petrocodon lui (Yan Liu & W. B. Xu) A. Weber & Mich. Möller
32. Petrocodon luteoflorus Lei Cai & F. Wen
33. Petrocodon mollifolius (W. T. Wang) A. Weber & Mich. Möller
34. Petrocodon multiflorus F. Wen & Y. S. Jiang
35. Petrocodon niveolanosus (D. Fang & W. T. Wang) A. Weber & Mich. Möller
36. Petrocodon pseudocoriaceifolius Yan Liu & W. B. Xu
37. Petrocodon pulchriflorus Y. B. Lu & Q. Zhang
38. Petrocodon retroflexus Qiang Zhang & J. Guo
39. Petrocodon rubiginosus Y. G. Wei & R. L. Zhang
40. Petrocodon rubrostriatus K. Tan, X. Q. Song & M. X. Ren
41. Petrocodon scopulorum (Chun) Yin Z. Wang
42. Petrocodon subpalmatinervis (W. T. Wang) F. Wen & Z. L. Li
43. Petrocodon tenuitubus W. H. Chen, F. Wen & Y. M. Shui
44. Petrocodon tiandengensis (Yan Liu & B. Pan) A. Weber & Mich. Möller
45. Petrocodon tongziensis R. B. Zhang & F. Wen
46. Petrocodon urceolatus F. Wen, H. F. Cen & L. F. Fu
47. Petrocodon vietnamensis Z. B. Xin, T. V. Do & F. Wen
48. Petrocodon villosus Xin Hong, F. Wen & S. B. Zhou
49. Petrocodon viridescens W. H. Chen, Mich. Möller & Y. M. Shui
50. Petrocodon wenshanensis Xin Hong, W. H. Qin & F. Wen
51. Petrocodon wui F. Wen & R. B. Zhang

## Sinonimi
- Lagarosolen W.T.Wang; Acta Bot. Yunnanica 6(1): 11 (1984)
- Dolicholoma D.Fang & W.T.Wang; Bot. Res., Inst. Bot. (Beijing) 1: 18 (1983)
- Calcareoboea C.Y.Wu & H.W.Li; Acta Bot. Yunnanica 4(3): 241 (1982)
- Paralagarosolen Y.G.Wei; Acta Phytotax. Sin. 42: (2004)
- Tengia Chun; Sunyatsenia 6: 279 (1946)